# Valerie Van Peel
Valerie Van Peel (ur. 11 października 1979 w Ekeren) – belgijska i flamandzka polityk, dziennikarka i działaczka samorządowa, parlamentarzystka, od 2025 przewodnicząca Nowego Sojuszu Flamandzkiego (N-VA).

## Życiorys
Wychowywała się w Kalmthout. Ukończyła studia z zakresu komunikacji na Uniwersytecie Gandawskim. Kształciła się podyplomowo w zakresie dziennikarstwa. Odbyła staż w gazecie „NRC Handelsblad”, przez kilka lat pracowała jako dziennikarka. Zaangażowała się w działalność polityczną w ramach Nowego Sojuszu Flamandzkiego, była rzeczniczką w różnych partyjnych gremiach i doradczynią polityków N-VA. W 2013 zasiadła w radzie gminy Kapellen, do 2019 wchodziła w skład jej władz wykonawczych, gdzie odpowiadała za sprawy społeczne.
W latach 2014–2024 przez dwie kadencje była posłanką do Izby Reprezentantów; od 2019 zajmowała stanowisko wiceprzewodniczącej tego gremium. W 2021 została wiceprzewodniczącą swojej partii. W 2022 zrezygnowała z tej funkcji, a także ogłosiła odejście z polityki po zakończeniu kadencji Izby Reprezentantów. Jako powody tej decyzji wskazywała niemożność przeforsowania z przyczyn politycznych ustaw w parlamencie, nawiązując do odrzucenia jej projektu mającego zapewnić lepsze warunki odszkodowań dla ofiar azbestu.
Wkrótce powróciła jednak do aktywności partyjnej. W kwietniu 2025 wystartowała w wyborach na przewodniczącego swojego ugrupowania jako jedyny kandydat. Została wybrana na tę funkcję, otrzymując 96% głosów.